# Synthliboramphus
Synthliboramphus és un gènere d'ocells de la família dels àlcids (Alcidae) del Pacífic Nord. Se l'ha descrit com l'únic gènere de la tribu Synthliboramphini.

## Taxonomia
El gènere Synthliboramphus va ser introduït el 1837 pel naturalista alemany Johann Friedrich von Brandt. El gènere tipus va ser designat posteriorment per George Robert Gray com el Gavotí antic. El nom del gènere combina grec antic sunthlibō que significa "comprimir" amb "rhamphos" que significa "factura".
Segons la Classificació del Congrés Ornitològic Internacional (versió 7.3, 2017) aquest gènere està format per cinc espècies:
| Imatge | Nom científic               | Nom comú          | Distribució                                                                                  |
| ------ | --------------------------- | ----------------- | -------------------------------------------------------------------------------------------- |
|        | Synthliboramphus hypoleucus | Gavotí antic      | el sistema actual de Califòrnia a l'oceà Pacífic.                                            |
|        | Synthliboramphus scrippsi   | Gavotí de Scripps | Sistema actual de Califòrnia a l'oceà Pacífic                                                |
|        | Synthliboramphus craveri    | Gavotí de Craveri | l'oceà Pacífic i el golf de Califòrnia davant de la península de Baja de Mèxic               |
|        | Synthliboramphus antiquus   | Gavotí antic      | nord-est asiàtic, illes Aleutianes fins a l'oest de Canadà, illes Commander (est de Rússia). |
|        | Synthliboramphus wumizusume | Gavotí del Japó   | Japó i Corea del Sud.                                                                        |